# Oskar-Helene-Heim
Oskar-Helene-Heim – dawny szpital ortopedyczny dla dzieci i młodzieży w Berlinie, przy ulicy Clayallee w dzielnicy Dahlem, w okręgu administracyjnym Steglitz-Zehlendorf. Był to jeden z większych prywatnych szpitali, który powstał w pobliżu wybudowanej w 1929 stacji metra Oskar-Helene-Heim.
Nazwa szpitala pochodzi od niemieckiego przemysłowca Oskara Pintscha i jego żony Heleny.
Szpital powstał w 1905 z inicjatywy lekarza Konrada Biesalskiego. Zamknięty został w 2000.